# Zweigstelle (Film)
Zweigstelle ist ein deutscher Spielfilm aus dem Jahr 2025 mit Sarah Mahita, Rainer Bock und Nhung Hong. Die Filmkomödie entstand unter der Regie von Julius Grimm, der gemeinsam mit Fabian Krebs das Drehbuch schrieb.

## Handlung
Resi möchte sich von ihrem Freund Michi trennen. Nachdem der eine Krebsdiagnose erhält, bringt sie es aber nicht übers Herz. Nach seinem Tod wollen Resi und ihre Freunde Sophie, Phillip und Mel die Asche des Verstorbenen zerstreuen, wie er es sich gewünscht hatte. Dabei kommt es zu einem Autounfall, bei dem alle vier ums Leben kommen. 
Bald darauf befinden sich die vier in einer bayerischen Behörde im Jenseits wieder. Diese soll über das weitere Schicksal entscheiden, entsprechend dem jeweiligen Glauben, etwa ob sie ins Fegefeuer oder ins Elysium kommen oder wiedergeboren werden sollen. Allerdings fehlt der Gruppe jegliche Überzeugung. Daher stellt sich die Frage, was mit jemandem passieren soll, der zu Lebzeiten an nichts geglaubt hat.

## Produktion und Hintergrund
Die Dreharbeiten fanden vom 3. bis zum 28. Februar 2025 statt. Gedreht wurde hauptsächlich in den Penzing Studios in der oberbayerischen Gemeinde Penzing.
Produziert wurde der Film von der Münchner WennDann Film, als Produzenten fungierten Felix Mann, Simon Bogocz, Ben Ulrich und Liam Wölfer. Unterstützt wurde die Produktion vom FilmFernsehFonds Bayern. Den Vertrieb übernahm der Weltkino Filmverleih.
Die Kamera führte Lea Dähne, die Montage verantwortete Vincent Jost, die Musik schrieben Sebastian Borris und Benedikt Krüger. Den Ton gestalteten Attila Makai und Jörg Elsner, das Kostümbild Marlene Jordan, das Maskenbild Lea Reitberger und Luzia Gorr und das Szenenbild Hannah Nonnast und Ruth Grau. Bei den Film handelt es sich um den Debütfilm von Julius Grimm.

## Veröffentlichung
Premiere war am 2. Juli 2025 am Filmfest München in der Reihe Neues Deutsches Kino. Im September 2025 sind Vorstellungen am Fünf Seen Filmfestival vorgesehen.
Der deutsche Kinostart ist für den 16. Oktober 2025 geplant.

## Rezeption
Dieter Oßwald schrieb im Arthaus-Portal Programmkino.de, das Ensemble aus Altstars und Newcomern habe sichtlich seinen Spaß an süffisanter Situationskomik samt absurden Dialogen – von den Musikeinlagen einer ziemlich gechillten Kapelle ganz zu schweigen! Der berühmte „Münchner im Himmel“ hätte gewiss sein Vergnügen an diesen Nachfolgern bei ihrer Probefahrt ins Paradies.
Corinna Götz bezeichnete die Produktion auf the-spot-mediafilm.com als zeitgeistige Version von Wer früher stirbt, ist länger tot, bemerkenswert entspannt und selbstbewusst inszeniert, mit anarchischem Witz, heftigem Dialekt, grenzenlosem Einfallsreichtum, stilsicherer Bildgestaltung und getragen von einem famosen Cast.
Oliver Armknecht vergab auf film-rezensionen.de sechs von zehn Punkten. Der Film mache sich über eine Behörde lustig, die nach dem Tod festlegt, in welches Jenseits man kommt, und verbinde das mit einer ganzen Reihe weitergehender Themen. Das sei zwar etwas ziellos, aber durchaus amüsant und sympathisch und gebe zudem den einen oder anderen Denkanstoß.
Ulf Lepelmeier bewertete den Film auf filmstarts.de mit 3,5 von 5 Sternen und bezeichnete ihn als amüsante Jenseitskomödie mit absurd-bürokratischem Setting. Nicht alle Späße würden sitzen, die ernsten Untertöne würden sich nicht ganz flüssig in das Geschehen einfügen, aber die originelle Grundidee trage definitiv.

## Auszeichnungen und Nominierungen
Filmfest München 2025
- Auszeichnung mit dem National Audience Award[11]
- Förderpreis Neues Deutsches Kino
  - Nominierung in der Kategorie Regie (Julius Grimm)[12]
  - Nominierung in der Kategorie Produzentische Leistung (Felix Mann, Ben Ulrich, Simon Bogocz)
  - Nominierung in der Kategorie Drehbuch (Julius Grimm, Fabian Krebs)
  - Nominierung in der Kategorie Schauspielerische Leistung (Nhung Hong, David Ali Rashed, Beritan Balci, Julian Gutmann)